# هاري إنفيلد
هاري إنفيلد (بالإنجليزية: Harry Enfield)‏ هو كاتب سيناريو وممثل بريطاني، ولد في 30 مايو 1961 في المملكة المتحدة.

## وصلات خارجية
- هاري إنفيلد على موقع IMDb (الإنجليزية)
- هاري إنفيلد على موقع ألو سيني (الفرنسية)
- هاري إنفيلد على موقع ميوزك برينز (الإنجليزية)
- هاري إنفيلد على موقع أول موفي (الإنجليزية)
- هاري إنفيلد على موقع أول ميوزيك (الإنجليزية)
- هاري إنفيلد على موقع ديسكوغز (الإنجليزية)
- هاري إنفيلد على موقع قاعدة بيانات الفيلم (الإنجليزية)
- هاري إنفيلد على موقع كينوبويسك (الروسية)